# Grosse Scheidegg
Grosse Scheidegg – przełęcz w Alpach Berneńskich (1962 m n.p.m.), między szczytami Wetterhorn a Schwarzhorn. Przez przełęcz przebiega droga, lecz dostępna jest tylko dla autobusów. Grosse Scheidegg łączy Grindelwald na południowym zachodzie z Meiringen na północnym wschodzie. 
Z przełęczy doskonale widać okoliczne szczyty np. Wetterhorn, Eiger, Männlichen, Engelhörner i Schreckhorn. Niedaleko na zachód leży przełęcz Kleine Scheidegg.

## Galeria

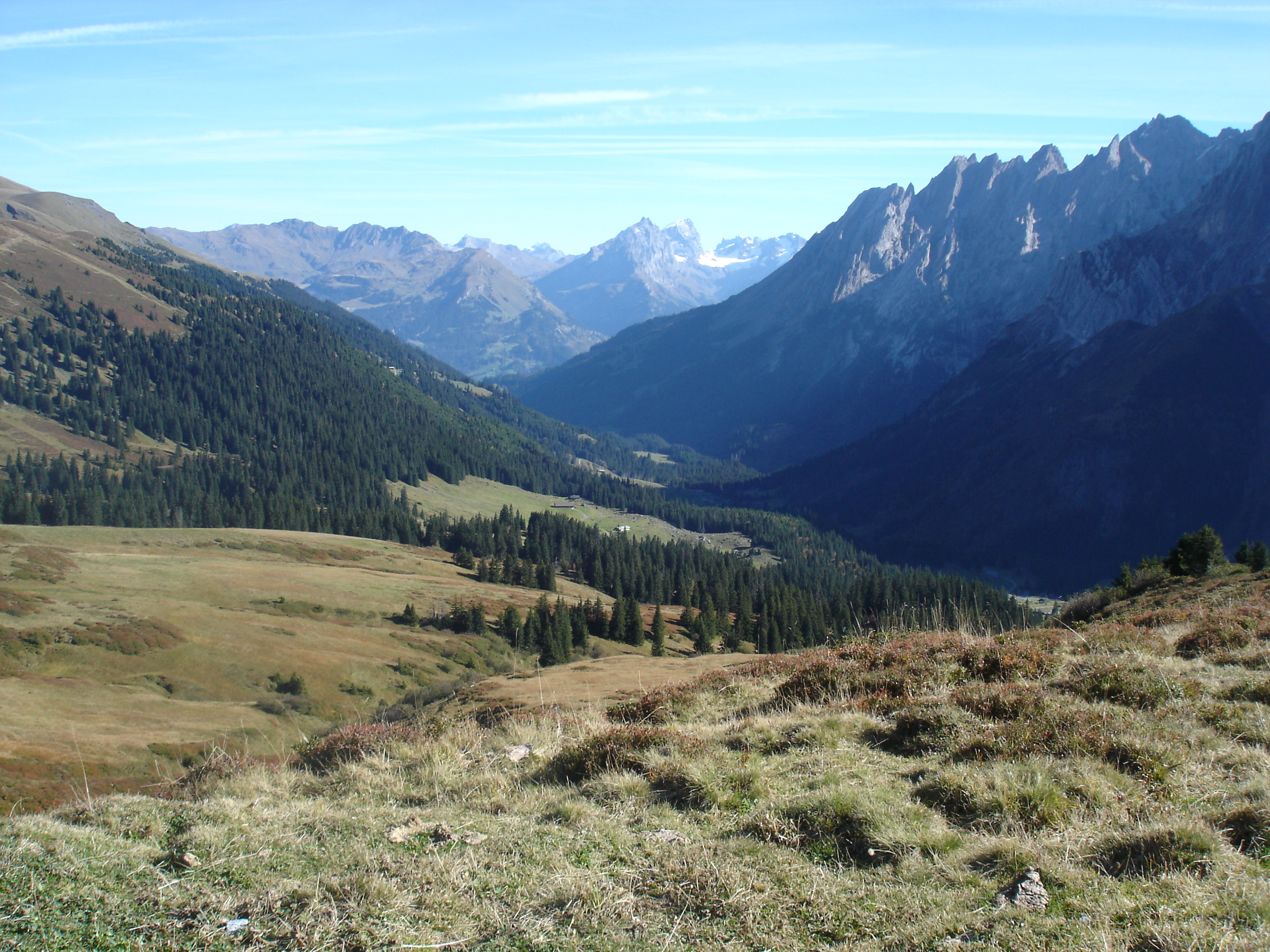
Widok z przełęczy na wschód
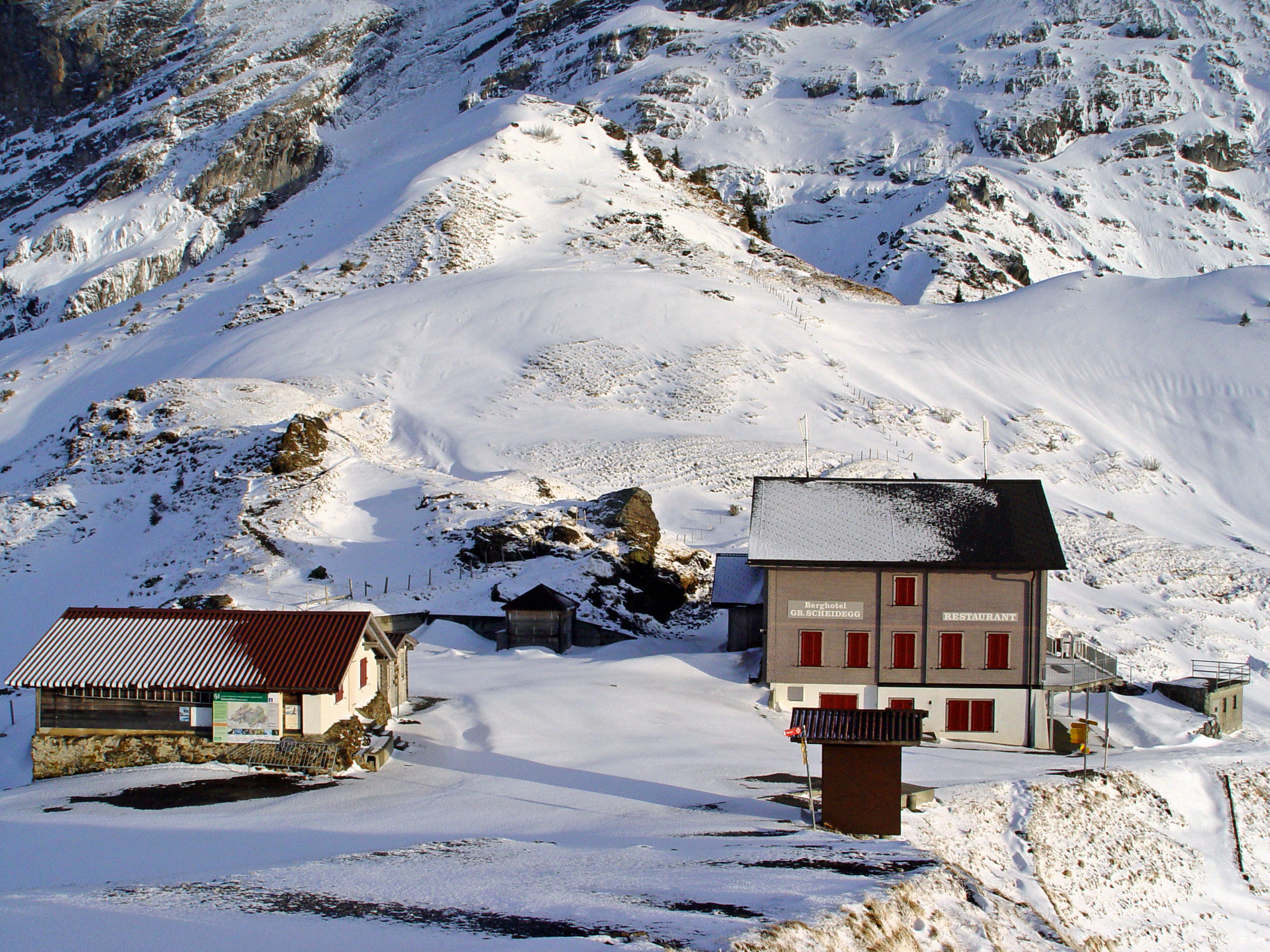
Na przełęczy
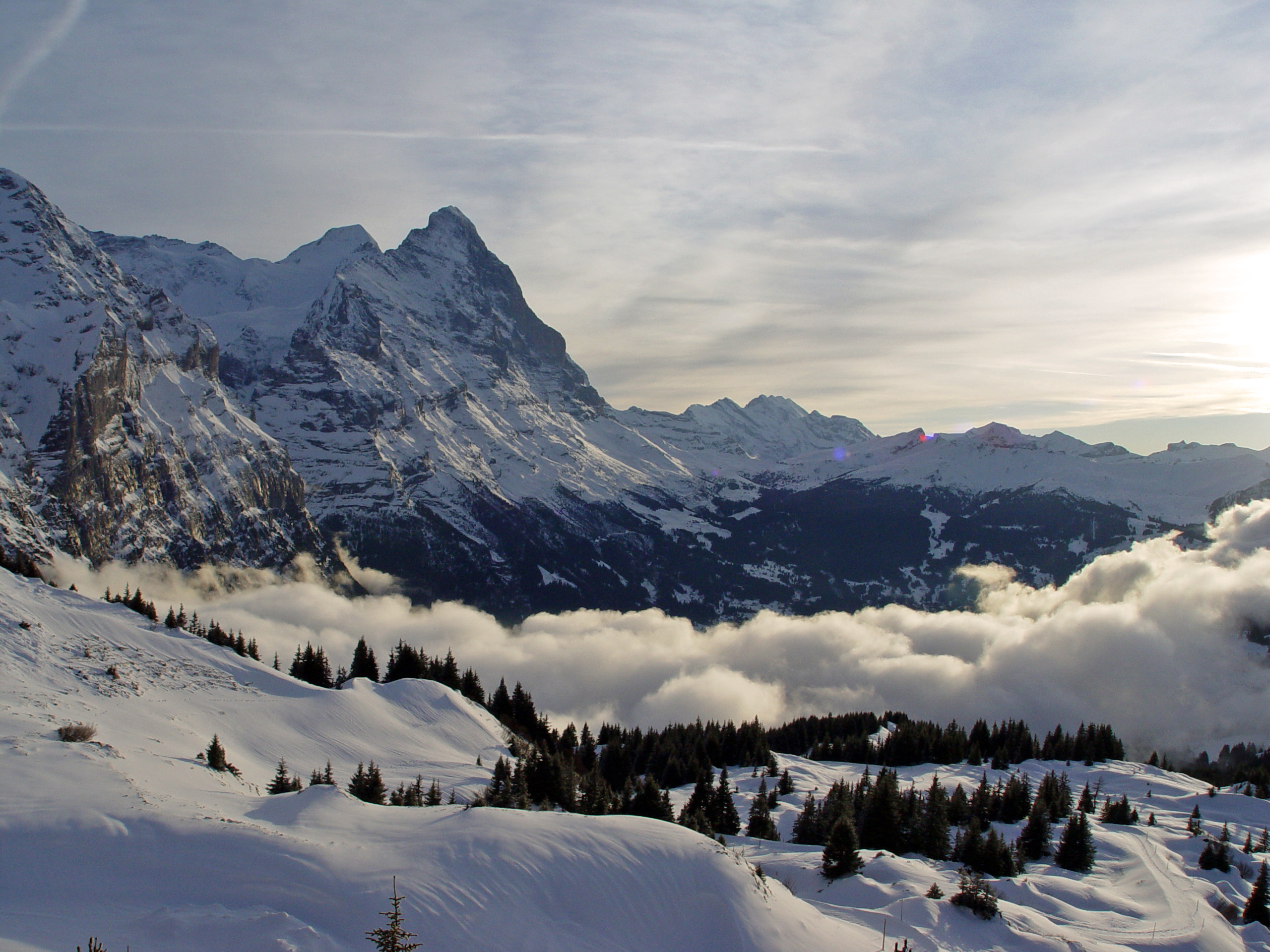
Widok na w kierunku Eigeru i Kleine Scheidegg
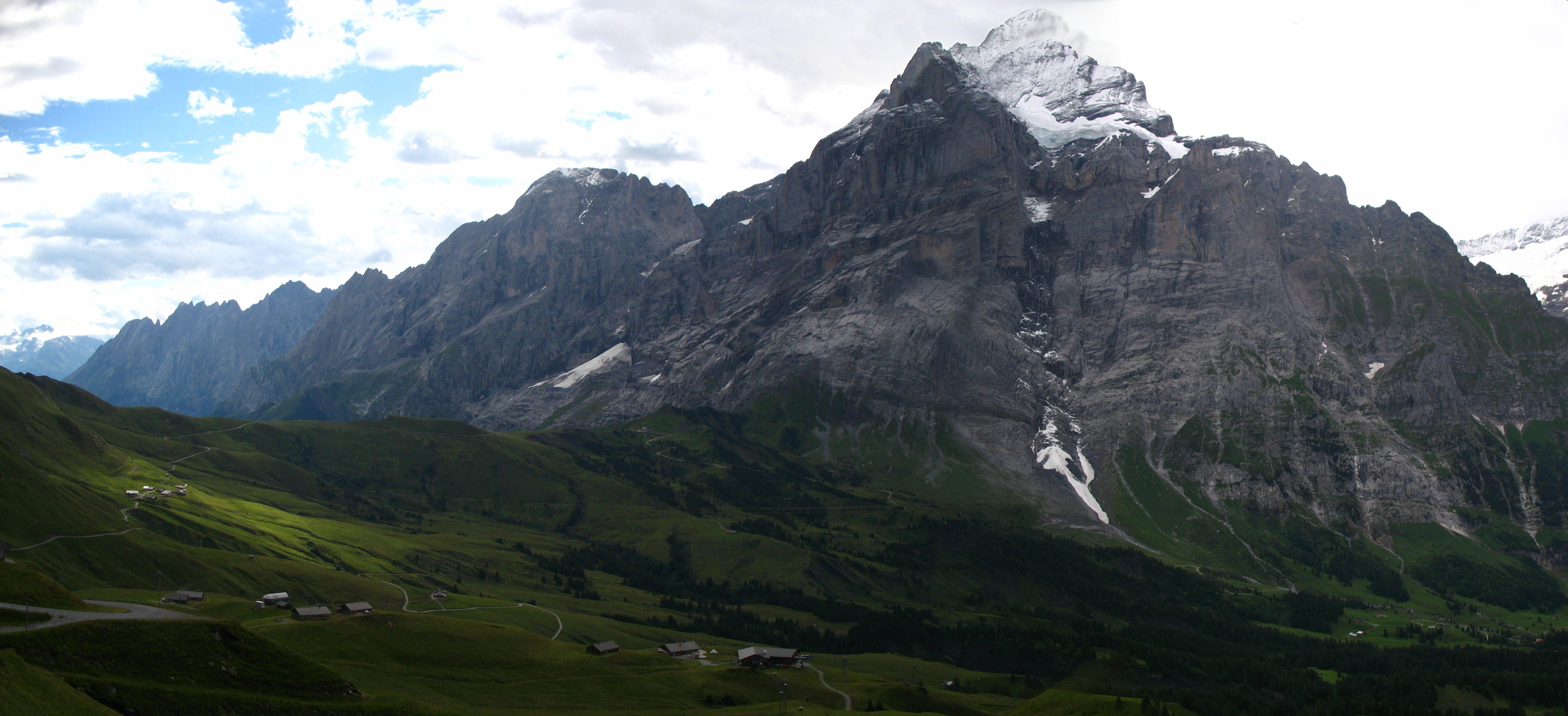
Engelhörner, Wetterhorn, Schreckhorn i lodowiec Oberer Grindelwaldgletscher z Grindelwaldu.